# نیروهای پدافند هوایی و موشکی روسیه
نیروهای پدافند هوایی و موشکی روسیه (انگلیسی: Air and Missile Defense Forces) یکی از سه شاخه نیروهای هوافضای روسیه است. این شاخه در سال ۲۰۱۵ در جریان ایجاد نیروهای هوافضای روسیه به‌عنوان شاخه مسئول تمام پدافند هوایی استراتژیک زمینی تشکیل شد.
نیروهای پدافند هوایی روسیه از سال ۱۹۹۲ تا ۱۹۹۸ شاخه جداگانه‌ای از نیروهای مسلح روسیه بودند، زمانی که در نیروی هوایی روسیه ادغام شدند. در سال ۲۰۱۰، چهار سپاه و هفت لشکر پدافندی در نیروی هوایی در ۱۱ تیپ پدافند هوایی سازماندهی مجدد شدند.
تشکیلات رزمی اصلی نیروهای پدافند هوایی و موشکی روسیه، در ارتش اول پدافند هوایی و موشکی با اهداف ویژه است. این ارتش شامل نه هنگ موشکی زمین به هوا است که ۴ هنگ آن مجهز به سامانه اس-۳۰۰ و پنج هنگ دیگر مجهز به سامانه‌های اس-۴۰۰ و پانتسیر-اس۱ هستند.